# Ave Maria (Gounod)
L'Ave Maria de Bach-Gounod és una composició sobre el text llatí Avemaria publicat originalment en 1853 com la Méditation sur le Premier Prélude de Piano de S. Bach.

## Història
La peça consisteix en una melodia del compositor romàntic francès Charles Gounod, especialment dissenyat per a ser superposada sobre el Preludi No 1 en do major (BWV 846) des del Llibre I de JS De Bach El clavecí ben temprat, escrit 137 anys abans.
Gounod va improvisar la melodia, i el seu futur sogre, cunyat Pierre-Joseph-Guillaume Zimmermann la va transcriure i en 1853 va fer un arranjament per a violí (o cello) amb piano i harmònium. El mateix any va aparèixer amb les paraules del poema d'Alphonse de Lamartine Le livre de la vie ("El Llibre de la Vida"). En 1859 Jacques Léopold Heugel en va publicar una versió amb el text familiar llatí. La versió del preludi de Bach utilitzat per Gounod inclou la "mesura Schwencke" (m.23), una mesura aparentment afegida per Christian Friedrich Gottlieb Schwencke en un intent de corregir el que ell suposadament va considerar una progressió "defectuosa", tot i que aquest tipus de progressió era estàndard en la música de Bach.
Al costat de l'Ave Maria de Schubert, un altre contrafactum, l' Ave Maria de Bach-Gounod s'ha convertit en un fix en les misses de noces, funerals i festes de quinze anys. Hi ha molts diferents arranjaments instrumentals per a violí i guitarra, quartet de corda, piano sol, violoncel, i fins i tot trombons. Els cantants d'òpera, com Luciano Pavarotti, així com cors l'han enregistrat centenars de vegades durant el segle xx.
Més endavant en la seva carrera, Gounod va compondre un Ave Maria no relacionat per a un cor SATB de quatre parts.